# Экономическое районирование Украины
| Донецкий Карпатский Подольский | Приднепровский Причерноморский Северо-восточный | Северо-западный Столичный Центральный |

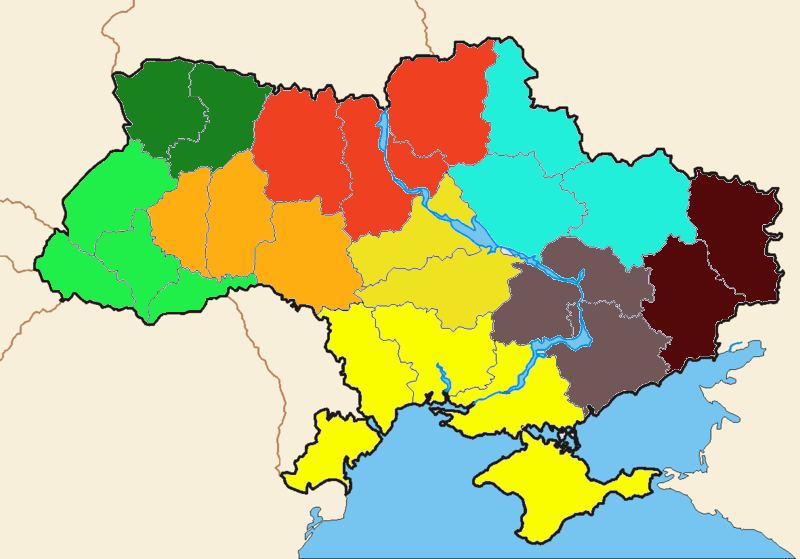
Экономические районы Украины:

Экономическое районирование Украины — территориальное деление Украины на экономические районы. В настоящее время выделяют девять экономических районов.

## История

### XIX век

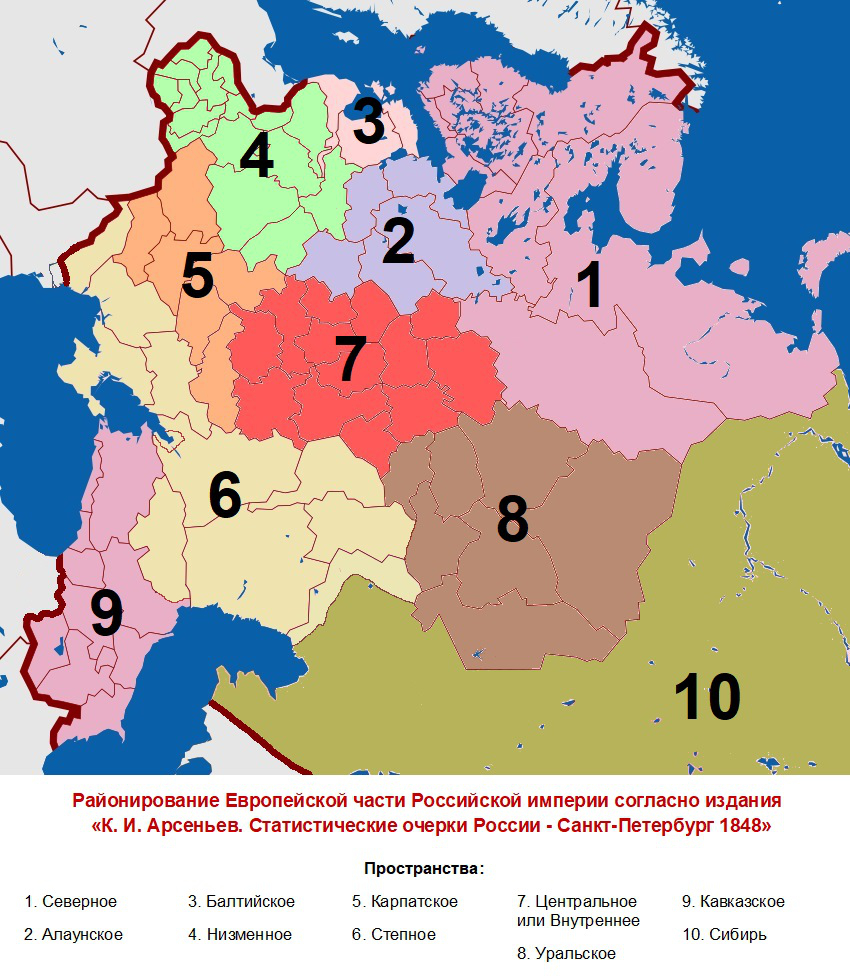
Районирование Арсеньева 1848

В 1818 году К. И. Арсеньев указал «исходя из чисто географических соображений» десять пространств Российской империи — на территории современной Украины располагались два: Карпатское и Степное.

### XX век

Экономические районы Украинской ССР
Донецко-Приднепровский
Юго-Западный
Южный

31 мая 1957 года было образовано 11 административных экономических районов (совнархозов) — Винницкий, Ворошиловградский, Днепропетровский, Запорожский, Киевский, Львовский, Одесский, Донецкий, Станиславский, Харьковский, Херсонский. В 1960-м создали ещё 3 — Крымский, Полтавский, Черкасский. В 1962 14 районов укрупнены до 7 — Донецкий, Киевский, Львовский, Подольский, Приднепровский, Харьковский, Черноморский. В 1963 году была утверждена таксономическая сетка экономических районов СССР (уточнено в 1966 и 1982), в которой выделялись три района, входивших в состав Украинской ССР:
- Донецко-Приднепровский — в том числе 2 промышленных района — Донбасс и Приднепровье, крупнейший Харьковский промышленный узел, крупный узел — Приазовье
- Юго-Западный — в том числе крупнейший Киевский промышленный узел, крупный Львовский узел
- Южный — в том числе крупнейший Одесский промышленный узел.

### Современность
В стране отсутствует единая общепринятая схема районирования, существовали разные варианты, которые базировались на существующем административном разделении, однако подавляющее большинство учёных социально-экономической географии очертили 9 районов:
- Донецкий (Донецкая, Луганская области) — электроэнергетика, металлургия, кораблестроение, машиностроение, топливная и химическая промышленность
- Карпатский (Закарпатская, Львовская, Ивано-Франковская, Черновицкая области) — электроэнергетика, химическая лесная, деревообрабатывающая, лёгкая и пищевая промышленность
- Подольский (Винницкая, Тернопольская, Хмельницкая области) — машиностроение, лесная, пищевая и деревообрабатывающая промышленность
- Приднепровский (Днепропетровская, Запорожская области) — электроэнергетика, металлургия, машиностроение и химическая промышленность
- Причерноморский (Николаевская, Одесская, Херсонская области, Крым) — машиностроение, лёгкая и пищевая промышленность
- Северо-восточный (Харьковская, Сумская, Полтавская области) — машиностроение, лёгкая, пищевая и топливная промышленность
- Северо-западный (Волынская, Ровенская области) — лёгкая, пищевая, лесная и деревообрабатывающая промышленность
- Столичный (Киевская, Житомирская, Черниговская области)
- Центральный (Черкасская, Кировоградская области) — машиностроение, сельская, лесная, деревообрабатывающая и пищевая промышленность

## Районирование
Профессор Львовского университета О. И. Шаблий в своём труде «Социально-экономическая география Украины» выделил в составе Украины 6 социально-экономических регионов: Западный (ядро — г. Львов), Центральный (Киев), Северо-Восточный (Харьков), Восточный (Донецк), Центрально-Восточный (Днепропетровск) и Южный (Одесса). Эти социально-экономические регионы можно объединить в четыре макрорегиона: г. Киев, промышленные регионы Востока Украины, приморские регионы Юга, аграрные регионы Запада и Центра.
Столица Украины может быть выделена в отдельный социально-экономический регион исходя из той роли, которую Киев играет в экономике современной Украины, и его основных макроэкономических показателей. Наиболее широко в экономике города представлен сектор услуг — транспортных, финансовых, образовательных и др. Киев является важным политическим и религиозным центром и резко выделяется на общеукраинском фоне благодаря своим социально-экономическим показателям, прежде всего высоким уровнем жизни населения. По данным на 2008 год, валовый региональный продукт на душу населения в Киеве составлял 61 314 грн., в то время как в целом по Украине этот показатель составил 20 495 грн.; средняя зарплата — 3074 грн. (по Украине — 1806 грн.), уровень безработицы — 6,9 % (по Украине в целом — 8,6 %).
На промышленном Востоке (по Шаблию, Северо-Восточный, Восточный и Центрально-Восточный социально-экономические регионы) — в Луганской, Донецкой, Харьковской, Днепропетровской, Запорожской, Полтавской областях — расположены основные промышленные мощности Украины и отрасли, определяющие её место в международном разделении труда. Ведущую роль в промышленности Восточной Украины играют отрасли тяжёлой индустрии: ТЭК, чёрная и цветная металлургия, машиностроение, отрасли, связанные с ВПК. Экономическая специфика региона начала формироваться во второй половине XIX — начале XX вв, что было связано, в первую очередь, с открытием на этих территориях богатых залежей каменного угля и железной руды, ставших основой для развития металлургии. С 1880-х гг. Донецко-Криворожский бассейн (ДонКривбасс) занимал ведущие позиции в угледобывающей промышленности и чёрной металлургии Российской империи. В 1920-е — 1930-е годы здесь были реконструированы старые и созданы новые заводы. К наиболее значительным промышленным объектам, построенным в советский период, следует отнести Харьковский тракторный завод, «Запорожсталь», «Криворожсталь», каскад гидроэлектростанций на Днепре. Восток Украины в течение столетия стал мощной индустриальной базой не только Украинской ССР, но и всего Советского Союза.
Распад СССР и разрушение общего рынка товаров и услуг, введение таможенных границ и национальных валют негативно сказались на промышленном Востоке, который в основном был ориентирован на общесоюзный рынок. Экономика региона пострадала от структурного кризиса и сильного спада производства. В конце 1990-х — начале 2000-х гг., воспользовавшись ростом мирового спроса на продукцию чёрной металлургии, наличием свободных мощностей и поставками дешёвых российских энергоносителей, приватизированные металлургические предприятия смогли существенно нарастить объёмы выпуска экспортно-ориентированной продукции, что привело к экономическому оживлению в промышленных регионах Востока. В 2008 году регион производил 54,5 % промышленной продукции страны (в том числе на Донецкую область приходилось около 20 % и на Днепропетровскую — 16,9 % промышленной продукции Украины). В то же время экономический кризис, начавшийся в 2008 году, показал всю уязвимость недиверсифицированной экспортно-ориентированной экономики — колебания цен на сталь и прокат серьёзно сказались на экономике и промышленных областей, и страны в целом. Немалый ущерб национальной экономике нанёс вооружённый конфликт, вспыхнувший на востоке страны в середине 2014 года. Часть территории Донецкой и Луганской областей, где в апреле 2014 года были провозглашены Донецкая и Луганская народные республики, де-факто не контролируется властями Украины. В результате боевых действий был нанесён ущерб производственной деятельности предприятий Донбасса, их хозяйственным связям, социальной и транспортной инфраструктуре.
В Приморский (Южный) макрорегион входят Одесская, Николаевская и Херсонская области, АР Крым и г. Севастополь. Наличие выхода к Чёрному морю, устьев судоходных рек, таких как Дунай, Южный Буг, Днепр, предопределили тесную связь этого региона с морем. Выгодное транспортно-географическое положение региона, наличие практически не замерзающей акватории, обеспечивающей круглогодичную навигацию, привело к формированию здесь развитой транспортной инфраструктуры, которая включает судоходные каналы, торговый флот, портовые комплексы. Юг Украины обеспечивает государству выход к Мировому океану, надёжные пути сообщения с государствами Черноморского и Средиземноморского бассейнов. В регионе также расположены крупнейшие судостроительные и судоремонтные заводы Украины. В постсоветское время отрасли традиционной специализации Южной Украины (рыболовецкая, судостроительная) испытывают серьёзные трудности в связи с недозагрузкой судостроительных и судоремонтных мощностей, сокращением грузопотоков.
Ещё одной отраслью специализации региона является рекреационное хозяйство, туризм, чему способствуют мягкий климат, тёплое море, наличие культурных и исторических достопримечательностей, развитая инфраструктура. Особенно в этом отношении выделяется южное побережье Крыма (ЮПК), которое обладает наиболее благоприятным сочетанием рекреационных ресурсов. Территории АР Крым и города Севастополя, однако, с марта 2014 года де-факто отделились от Украины и были аннексированы Российской Федерации.
Отличительной чертой аграрных регионов Запада и Центра Украины (по классификации профессора Шаблия, Западный и Центральный социально-экономические районы) является преобладание в их структуре экономики сельского хозяйства и отраслей, которые специализируются на переработке сельскохозяйственной продукции. Ввиду того, что территория Украины вообще располагает исключительно благоприятными агроклиматическими условиями для ведения сельского хозяйства (мягкий и тёплый климат, равнинный рельеф, плодородные почвы, с преобладанием чернозёмов), эта отрасль экономики занимает ключевые позиции во всех без исключения регионах страны, но на Западе и в Центре страны сельское хозяйство и отрасли пищевой промышленности являются ведущими в структуре местной экономики. Так, в Винницкой области 40,3 % производимой продукции приходится на пищевую промышленность, в Ивано-Франковской области — 50 %, в Черкасской области — 48 %, в то время как на промышленном Востоке страны доля пищевой промышленности в структуре экономики не превышает 10 % (Днепропетровская область — 6,5 %, Луганская — 7,0 %).
Аграрный характер экономики отражается на уровне жизни населения. Так, валовый региональный продукт на душу населения в 2008 году составил в Винницкой области 12 104 грн., в Кировоградской области — 13 594 грн., в Волынской области — 12 337 грн., в Тернопольской — 9 712 грн., тогда как в Луганской области он достиг 18 434 грн., а в Днепропетровской — 31 025 грн. В западных и центральных областях Украины довольно высок уровень безработицы и трудовой эмиграции избыточной рабочей силы.
| Регион                    | ВРП, млн. грн. | ВРП на душу, гривен | Экспорт, тыс. долл. | Импорт, тыс. долл. | Сальдо, тыс. долл. | Доля в ВВП, % | Доля в экспорте, % | Доля в импорте, % |
| ------------------------- | -------------- | ------------------- | ------------------- | ------------------ | ------------------ | ------------- | ------------------ | ----------------- |
| Винницкая область         | 33024          | 20253               | 738001,7            | 528095,2           | 209906,5           | 2,26          | 1,01               | 9,5               |
| Волынская область         | 20005          | 19249               | 685776,5            | 1129600,2          | -443823,7          | 1,37          | 0,94               | 8,61              |
| Днепропетровская область  | 147970         | 44650               | 10338178,8          | 5850522,2          | 4487656,6          | 10,14         | 14,18              | 8,34              |
| Донецкая область          | 120000         | 38907               | 12996670,3          | 4682301,8          | 8314368,5          | 11,7          | 17,82              | 6,67              |
| Житомирская область       | 24849          | 19551               | 646912,5            | 399047,2           | 247865,3           | 1,7           | 0,89               | 10,57             |
| Закарпатская область      | 21404          | 17088               | 1580826,9           | 2099636,5          | -518809,6          | 1,47          | 2,17               | 12,99             |
| Запорожская область       | 54828          | 30656               | 3906169,5           | 1862036,7          | 2044132,8          | 3,76          | 5,36               | 22,65             |
| Ивано-Франковская область | 0000           | 23379               | 540171,2            | 612647,6           | -72476,4           | 2,21          | 0,74               | 0,87              |
| Киев (город)              | 275685         | 97429               | 16154149,6          | 29743936,3         | -13589786,7        | 18,89         | 22,15              | 42,38             |
| Киевская область          | 69663          | 40483               | 2447894,1           | 5017199,2          | 4,77               | 3,36          | 17,15              |                   |
| Кировоградская область    | 22056          | 22082               | 876529,3            | 269438             | 607091,3           | 1,51          | 1,2                | 10,38             |
| Луганская область         | 58767          | 25950               | 3700254,2           | 2017031,1          | 1683223,1          | 4,03          | 5,07               | 12,87             |
| Львовская область         | 61962          | 24387               | 1666162             | 2761198            | -1095036           | 4,25          | 2,28               | 13,93             |
| Николаевская область      | 29205          | 24838               | 2793257,1           | 1005230,6          | 1788026,5          | 2             | 3,83               | 10,43             |
| Одесская область          | 64743          | 27070               | 2794363,9           | 3696431            | -902067,1          | 4,44          | 3,83               | 15,27             |
| Полтавская область        | 56580          | 38424               | 2733575,3           | 1301214,1          | 1432361,2          | 3,88          | 3,75               | 18,85             |
| Ровенская область         | 21795          | 18860               | 548373,7            | 355599,3           | 192774,4           | 1,49          | 0,75               | 8,51              |
| Сумская область           | 24933          | 21722               | 980099,9            | 723294,8           | 256805,1           | 1,71          | 1,34               | 9,03              |
| Тернопольская область     | 0000           | 16644               | 423116,6            | 364201,5           | -58915,1           | 1,23          | 0,58               | 15,52             |
| Харьковская область       | 82223          | 29972               | 2324093,6           | 2452812,5          | -128718,9          | 5,64          | 3,19               | 16,49             |
| Херсонская область        | 19357          | 17910               | 409048,6            | 279809,1           | 129239,5           | 1,33          | 0,56               | 45,4              |
| Хмельницкая область       | 26237          | 19920               | 528979              | 499986,5           | 28992,5            | 1,8           | 0,73               | 20,71             |
| Черкасская область        | 31265          | 24558               | 794736,7            | 517387,4           | 277349,3           | 2,14          | 1,09               | 11,74             |
| Черниговская область      | 23934          | 22096               | 575860,6            | 616183,4           | -40322,8           | 1,64          | 0,79               | 12,88             |
| Черновицкая область       | 13166          | 14529               | 140944,8            | 159965,1           | -19020,3           | 0,9           | 0,19               | 13,23             |
| Σ                         | 1459096        |                     | 72928325,1          | 70182202,7         | 2746122,4          |               |                    |                   |